# く

平假名く（清音）

平假名ぐ（濁音）

片假名ク（清音）

片假名グ（濁音）

平假名く和片假名ク是日语的假名之一，由一个音节组成。在日语五十音图中排第2行第3个（か行う段）的位置。く（平假名）和ク（片假名）是清音，其對應的濁音為ぐ（平假名）和グ（片假名）。

## 筆劃順序

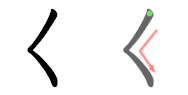
平假名く的筆劃順序

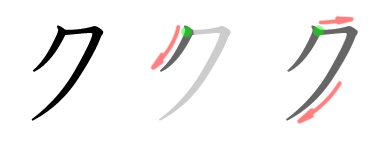
片假名ク的筆劃順序

## 關於く和ク
| 現代日語發音     | 由1個子音和1個母音形成/kɯᵝ/音，其對應的濁音為/gɯᵝ/音                    |
| 五十音顺序       | 第8位                                                                   |
| 伊吕波顺序       | 第28位，「お」之后、「や」之前                                          |
| 平假名「く」字源 | 「久」字的草書。                                                        |
| 片假名「ク」字源 | 「久」字的部分。                                                        |
| 日语罗马字       | ：平文式罗马字：ku 训令式罗马字：ku ：平文式罗马字：gu 训令式罗马字：gu |
| 点字             |                                                                         |
| 通话表           | 「クラブのク」                                                          |
| 摩尔斯电码       | ▄                                                                       |